# Анастранґалія невиразна
Червінка непевна (Anastrangalia dubia Scopoli, 1763 = Corymbia (Anastrangalia) dubia (Scopoli) Pesarini & Sabbadini, 1994 = Leptura cincta Gyllenhal, 1827 nec Panzer, 1804 = Leptura fuliginosa Weise, 1887 = Leptura variabilis Paykull, 1800 nec DeGeer, 1775 = Marthaleptura dubia (Scopoli) Ohbayashi, 1963) — вид жуків з родини Скрипунових.

## Таксономія
Згідно молекулярних даних Червінка непевна включає три підвиди, які раніше вважались окремими видами:
- підвид Червінка непевна звичайна (Anastrangalia dubia dubia (Scopoli, 1763)) — поширена у Південній Європі, Малій Азії і на Кавказі
- підвид Червінка непевна Реєва (Anastrangalia dubia reyi (Heyden, 1889)) — поширена у Північній і Східній Європі, Західному Сибіру
- підвид Червінка непевна Секвенсова (Anastrangalia dubia sequensi (Reitter, 1898)) — поширена у Східному Сибіру і на Далекому Сході

## Поширення
A. dubia — пан'європейський вид, поширений по всій Європі, заході Росії, на Кавказі та суміжних районах, входить до складу європейського зоогеографічного комплексу.
У Карпатському регіоні — це звичайний, широко розповсюджений вид у гірських районах, і дещо менш розповсюджений у передгір'ях, що пов'язано із прив'язкою виду до лісових масивів утворених смерекою європейською, а в передгір'ях іноді заселяє ялицю білу.

## Екологія
Літ комах спостерігається з початку червня і триває до вересня, з максимумом у першій половині липня. Імаго можна зустріти на квітах: арункусу звичайного, гадючника в'язолистого, арніки гірської та ін. Личинка розвивається у мертвій деревині смереки, зрідка ялиці.

## Морфологія

### Імаго
Дорослі комахи середнього розміру, 9-18 мм завдовжки. Загальне забарвлення тіла чорне з червоними надкрилами у самок і буро-жовтими у самців. Надкрила часто затемнені з боків, на вершинах та по шві — у самців, а у самок — з чорними облямівками, плямами або цілком чорні. Передньоспинка вкрита негустими стоячими волосками, внаслідок чого виглядає опушеною.

## Життєвий цикл
Життєвий цикл триває 2-3 роки.